# Volejbal na Letních olympijských hrách 1968
Volejbalové turnaje na XIX. olympijských hrách se odehrály ve dnech 13. – 26. října v Ciudad de México. Utkání se hrála v hale Gimnasio Olimpico Juan de la Barrera.
Turnaje se zúčastnilo 10 mužských a 8 ženských kolektivů. Oba turnaje se odehrály v jedné skupině systémem každý s každým. Mužský i ženský turnaj vyhrál Sovětský svaz.

## Turnaj mužů
| Zlato   | Sovětský svaz (URS)  |
| Stříbro | Japonsko (JPN)       |
| Bronz   | Československo (TCH) |

|     |           | URS | JPN | TCH | GDR | POL | BUL | USA | BEL | BRA | MEX | V | P | Skóre | B  |
| 1.  | SSSR      | *** | 3:1 | 3:0 | 3:2 | 3:0 | 3:0 | 2:3 | 3:0 | 3:1 | 3:1 | 8 | 1 | 26:8  | 17 |
| 2.  | Japonsko  | 1:3 | *** | 2:3 | 3:0 | 3:0 | 3:0 | 3:0 | 3:0 | 3:0 | 3:0 | 7 | 2 | 24:6  | 16 |
| 3.  | ČSSR      | 0:3 | 3:2 | *** | 3:2 | 1:3 | 3:2 | 3:1 | 3:0 | 3:2 | 3:0 | 7 | 2 | 22:15 | 16 |
| 4.  | NDR       | 2:3 | 0:3 | 2:3 | *** | 3:0 | 3:2 | 3:0 | 3:0 | 3:1 | 3:0 | 6 | 3 | 22:12 | 15 |
| 5.  | Polsko    | 0:3 | 0:3 | 3:1 | 0:3 | *** | 3:0 | 3:0 | 3:0 | 3:0 | 3:1 | 6 | 3 | 18:11 | 15 |
| 6.  | Bulharsko | 0:3 | 0:3 | 2:3 | 2:3 | 0:3 | *** | 3:2 | 3:0 | 3:0 | 3:0 | 4 | 5 | 16:17 | 13 |
| 7.  | USA       | 3:2 | 0:3 | 1:3 | 0:3 | 0:3 | 2:3 | *** | 3:0 | 3:0 | 3:1 | 4 | 5 | 15:18 | 13 |
| 8.  | Belgie    | 0:3 | 0:3 | 0:3 | 0:3 | 0:3 | 0:3 | 0:3 | *** | 3:1 | 3:2 | 2 | 7 | 6:24  | 11 |
| 9.  | Brazílie  | 1:3 | 0:3 | 2:3 | 1:3 | 0:3 | 0:3 | 0:3 | 1:3 | *** | 3:1 | 1 | 8 | 8:25  | 10 |
| 10. | Mexiko    | 1:3 | 0:3 | 0:3 | 0:3 | 1:3 | 0:3 | 1:3 | 2:3 | 1:3 | *** | 0 | 9 | 6:27  | 9  |

 Japonsko -  Polsko 3:0 (15:9, 15:11, 15:10)
15. října 1968 (10.00) - Ciudat de México 
 Bulharsko -  Mexiko 3:0 (15:9, 15:4, 15:6)
15. října 1968 (17.00) - Ciudat de México 
 ČSSR -  NDR 3:2 (15:12, 15:17, 14:16, 15:11, 15:9)
15. října 1968 (19.00) - Ciudat de México 
 Belgie -  Brazílie 3:1 (15:7, 16:14, 9:15, 15:6)
15. října 1968 (10.00) - Ciudat de México 
 USA -  SSSR 3:2 (11:15, 15:10, 10:15, 15:10, 15:6)
15. října 1968 (17.00) - Ciudat de México 
 ČSSR -  USA 3:1 (15:0, 10:15, 15:7, 15:7)
16. října 1968 (12.00) - Ciudat de México 
 Polsko -  Mexiko 3:1 (15:10, 7:15, 15:4, 15:3)
16. října 1968 (17.00) - Ciudat de México 
 Japonsko -  NDR 3:0 (15:6, 15:8, 15:13)
16. října 1968 (19.00) - Ciudat de México 
 Bulharsko -  Belgie 3:0 (15:10, 15:1, 15:5)
16. října 1968 (10.00) - Ciudat de México 
 SSSR -  Brazílie 3:1 (11:15, 15:2, 15:9, 15:9)
16. října 1968 (17.00) - Ciudat de México 
 NDR -  Mexiko 3:0 (15:3, 15:5, 15:6)
17. října 1968 (10.00) - Ciudat de México 
 Polsko -  Belgie 3:0 (15:6, 15:5, 15:8)
17. října 1968 (12.00) - Ciudat de México 
 ČSSR -  Japonsko 3:2 (2:15, 3:15, 15:12, 15:12, 15:11)
17. října 1968 (19.00) - Ciudat de México 
 SSSR -  Bulharsko 3:0 (15:10, 15:9, 15:10)
17. října 1968 (10.00) - Ciudat de México 
 USA -  Brazílie 3:0 (15:12, 15:7, 15:10)
17. října 1968 (17.00) - Ciudat de México 
 Japonsko -  Mexiko 3:0 (15:1, 15:3, 15:11)
19. října 1968 (10.00) - Ciudat de México 
 SSSR -  Polsko 3:0 (15:9, 15:10, 15:10)
19. října 1968 (12.00) - Ciudat de México 
 NDR -  Belgie 3:0 (15:1, 15:7, 15:7)
19. října 1968 (19.00) - Ciudat de México
 Bulharsko -  USA 3:2 (10:15, 17:15, 7:15, 15:7, 16:14)
19. října 1968 (10.00) - Ciudat de México 
 ČSSR -  Brazílie 3:2 (15:12, 15:10, 13:15, 13:15, 15:9)
19. října 1968 (17.00) - Ciudat de México 
 Japonsko -  Belgie 3:0 (15:5, 15:5, 15:4)
20. října 1968 (12.00) - Ciudat de México 
 ČSSR -  Mexiko 3:0 (15:10, 15:3, 15:8)
20. října 1968 (17.00) - Ciudat de México 
 SSSR -  NDR 3:2 (10:15, 15:9, 15:11, 12:15, 15:5)
20. října 1968 (19.00) - Ciudat de México 
 Bulharsko -  Brazílie 3:0 (15:8, 18:16, 15:3)
20. října 1968 (12.00) - Ciudat de México 
 Polsko -  USA 3:0 (15:5, 15:5, 15:8)
20. října 1968 (17.00) - Ciudat de México 
 Belgie -  Mexiko 3:2 (15:11, 5:15, 13:15, 18:16, 15:2)
21. října 1968 (12.00) - Ciudat de México 
 SSSR -  Japonsko 3:1 (4:15, 15:13, 15:9, 15:13)
21. října 1968 (19.00) - Ciudat de México
 ČSSR -  Bulharsko 3:2 (15:7, 10:15, 15:9, 4:15, 15:7)
21. října 1968 (10.00) - Ciudat de México 
 NDR -  USA 3:0 (15:8, 15:12, 15:10)
21. října 1968 (12.00) - Ciudat de México
 Polsko -  Brazílie 3:0 (15:12, 15:4, 15:7)
21. října 1968 (17.00) - Ciudat de México 
 Polsko -  Bulharsko 3:0 (15:3, 15:5, 15:10)
23. října 1968 (10.00) - Ciudat de México 
 Japonsko -  USA 3:0 (15:5, 15:8, 15:11)
23. října 1968 (12.00) - Ciudat de México 
 ČSSR -  Belgie 3:0 (15:0, 15:4, 15:12)
23. října 1968 (19.00) - Ciudat de México 
 SSSR -  Mexiko 3:1 (15:5, 15:8, 11:15, 15:5)
23. října 1968 (10.00) - Ciudat de México 
 NDR -  Brazílie 3:1 (15:13, 15:7, 14:16, 15:12)
23. října 1968 (12.00) - Ciudat de México 
 Japonsko -  Brazílie 3:0 (15:3, 15:11, 15:12)
24. října 1968 (10.00) - Ciudat de México 
 USA -  Mexiko 3:1 (14:16, 15:10, 15:9, 15:11)
24. října 1968 (12.00) - Ciudat de México 
 SSSR -  Belgie 3:0 (15:2, 15:3, 15:5)
24. října 1968 (19.00) - Ciudat de México 
 NDR -  Bulharsko 3:2 (15:11, 8:15, 15:10, 10:15, 15:7)
24. října 1968 (10.00) - Ciudat de México 
 Polsko -  ČSSR 3:1 (15:5, 15:3, 12:15, 15:13)
24. října 1968 (17.00) - Ciudat de México 
 Brazílie -  Mexiko 3:1 (14:16, 15:6, 17:15, 15:8)
25. října 1968 (17.00) - Ciudat de México
 NDR -  Polsko 3:0 (15:11, 15:6, 15:5)
25. října 1968 (19.00) - Ciudat de México
 Japonsko -  Bulharsko 3:0 (15:7, 15:6, 15:5)
25. října 1968 (10.00) - Ciudat de México 
 USA -  Belgie 3:0 (15:4, 16:14, 15:10)
25. října 1968 (12.00) - Ciudat de México
 SSSR -  ČSSR 3:0 (15:7, 15:4, 15:8)
26. října 1968 (20.00) - Ciudat de México

### Soupisky
1.  SSSR
| - Eduard Sibirjakov - Jurij Pojarkov - Georgij Mondzolevskij - Valerij Kravčenko | - Vladimir Běljajev - Jevgenij Lapinskij - Ivans Bugajenkovs - Oļegs Antropovs | - Vasilijus Matuševas - Viktor Michalčuk - Boris Těreščuk - Vladimir Ivanov |

2.  Japonsko
| - Masajuki Minami - Kacutoši Nekoda - Mamoru Širagami - Isao Koizumi | - Kendži Kimura - Jasuaki Micumori - Džungo Morita - Tadajoši Jokota | - Naohiro Ikeda - Seidži Óko - Tecuo Sató - Kendži Šimaoka |

3.  Československo
| - Bohumil Golián - Antonín Procházka - Petr Kop - Jiří Svoboda | - Josef Musil - Lubomír Zajíček - Josef Smolka - Vladimír Petlák | - František Sokol - Zdeněk Groessl - Pavel Schenk - Drahomír Koudelka |

4.  NDR
| - Arnold Schulz - Eckehard Pietzsch - Eckhard Tielscher - Horst Peter | - Jürgen Freiwald - Jürgen Kessel - Manfred Heine - Rainer Tscharke | - Rudi Schumann - Siegfried Schneider - Walter Toussaint - Wolfgang Webner |

5.  Polsko
| - Aleksander Skiba - Edward Skorek - Hubert Wagner - Jerzy Szymczyk | - Romuald Paszkiewicz - Stanisław Gościniak - Stanisław Zduńczyk - Tadeusz Siwek | - Wojciech Rutkowski - Zbigniew Jasiukiewicz - Zbigniew Zarzycky - Zdzisław Ambroziak |

6.  Bulharsko
| - Aleksandar Aleksandrov - Aleksandar Trenev - Angel Koritarov - Dimitar Karov | - Dimitar Zlatanov - Dinko Atanasov - Gramen Prinov - Kiril Slavov | - Milcho Milev - Petar Kračmarov - Stojan Stojanov - Zdravko Simeonov |

7.  USA
| - John Alstrom - Mike Bright - Wink Davenport - Smitty Duke | - Tom Haine - John Henn - Butch May - Daniel Patterson | - Larry Rundle - Jon Stanley - Rudy Suwara - Pedro Velasco, Jr. |

8.  Belgie
| - Benno Saelens - Bernard Vaillant - Berto Poosen - Fernand Walder | - Hugo Huybrechts - Jozef Mol - Leo Dierckx - Paul Mestdagh | - Roger Maes - Roger Vandergoten - Ronald Vandewal - Willem Bossaerts |

9.  Brazílie
| - Antônio Carlos Moreno - Feitosa - Décio de Azevedo - Gerson Schuck | - João Jens - Jorge Souza - José da Costa - Marco Antônio Volpi | - Mário Dunlop - Paulo Peterle - Sérgio Pinheiro - Victor Borges |

10.  Mexiko
| - Antonio Barbet - Carlos Aguirre - Carlos Barron - César Osuna | - Eduardo Jiménez - Eduardo Sixtos - Francisco González - Jesús Loya | - Joël Calva - Juan Manuel Duran - Leopoldo Reyna - Luis Martell |

## Turnaj žen
| Zlato   | Sovětský svaz (URS) |
| Stříbro | Japonsko (JPN)      |
| Bronz   | Polsko (POL)        |

|    |          | URS | JPN | POL | PER | KOR | TCH | MEX | USA | V | P | Skóre | B  |
| 1. | SSSR     | *** | 3:1 | 3:0 | 3:0 | 3:0 | 3:1 | 3:0 | 3:1 | 7 | 0 | 21:3  | 14 |
| 2. | Japonsko | 1:3 | *** | 3:0 | 3:0 | 3:0 | 3:0 | 3:0 | 3:0 | 6 | 1 | 19:3  | 13 |
| 3. | Polsko   | 0:3 | 0:3 | *** | 3:1 | 3:2 | 3:0 | 3:2 | 3:0 | 5 | 2 | 15:11 | 12 |
| 4. | Peru     | 0:3 | 0:3 | 1:3 | *** | 3:0 | 2:3 | 3:2 | 3:1 | 3 | 4 | 12:15 | 10 |
| 5. | Korea    | 0:3 | 0:3 | 2:3 | 0:3 | *** | 3:1 | 3:0 | 3:1 | 3 | 4 | 11:14 | 10 |
| 6. | ČSSR     | 1:3 | 0:3 | 0:3 | 3:2 | 1:3 | *** | 3:0 | 3:1 | 3 | 4 | 11:15 | 10 |
| 7. | Mexiko   | 0:3 | 0:3 | 2:3 | 2:3 | 0:3 | 0:3 | *** | 3:0 | 1 | 6 | 7:18  | 8  |
| 8. | USA      | 1:3 | 0:3 | 0:3 | 1:3 | 1:3 | 1:3 | 0:3 | *** | 0 | 7 | 4:21  | 7  |

 Polsko -  Jižní Korea 3:2 (10:15, 12:15, 15:10, 15:12, 17:15)
13. října 1968 - Ciudat de México
 Japonsko -  USA 3:0 (15:6, 15:2, 15:2) 
13. října 1968 - Ciudat de México
 SSSR -  Československo 3:1 (8:15, 15:7, 15:13, 15:7) 
13. října 1968 - Ciudat de México
 Peru -  Mexiko 3:2 (15:17, 15:5, 10:15, 15:2, 15:7)
13. října 1968 - Ciudat de México
 Peru -  Jižní Korea 3:0 (15:13, 15:6, 15:9)
14. října 1968 - Ciudat de México
 Československo -  USA 3:1 (15:8, 11:15, 15:9, 15:11) 
14. října 1968 - Ciudat de México
 Japonsko -  Mexiko 3:0 (15:7, 15:3, 15:2) 
14. října 1968 - Ciudat de México
 SSSR -  Polsko 3:0 (15:5, 15:11, 15:4) 
14. října 1968 - Ciudat de México
 Československo -  Mexiko 3:0 (15:8, 15:2, 16:14) 
15. října 1968 - Ciudat de México
 Japonsko -  Peru 3:0 (15:3, 15:11, 15:9) 
15. října 1968 - Ciudat de México
 Polsko -  USA 3:0 (15:3, 15:1, 16:14)
16. října 1968 - Ciudat de México
 SSSR -  Jižní Korea 3:0 (15:9, 15:6, 15:2) 
16. října 1968 - Ciudat de México
 SSSR -  Peru 3:0 (15:4, 15:9, 15:9) 
17. října 1968 - Ciudat de México
 Jižní Korea -  USA 3:1 (15:9, 15:13, 6:15, 15:5) 
17. října 1968 - Ciudat de México
 Polsko -  Mexiko 3:2 (15:9, 12:15, 15:11, 11:15, 15:4)
19. října 1968 - Ciudat de México
 Japonsko -  Československo3:0 (15:7, 15:8, 15:7) 
19. října 1968 - Ciudat de México
 Japonsko -  Polsko 3:0 (15:5, 15:6, 15:6) 
20. října 1968 - Ciudat de México
 Československo -  Peru 3:2 (7:15, 13:15, 15:9, 15:2, 15:3)
20. října 1968 - Ciudat de México
 SSSR -  USA 3:1 (15:1, 6:15, 15:4, 15:6) 
21. října 1968 - Ciudat de México
 Jižní Korea -  Mexiko 3:0 (15:5, 15:4, 15:6) 
21. října 1968 - Ciudat de México
 SSSR -  Mexiko 3:0 (15:6, 15:10, 15:3) 
23. října 1968 - Ciudat de México
 Peru -  USA 3:1 (15:11, 15:0, 14:16, 15:12) 
23. října 1968 - Ciudat de México
 Japonsko -  Jižní Korea 3:0 (15:5, 15:5, 15:4)
24. října 1968 - Ciudat de México
 Polsko -  Československo 3:0 (15:13, 15:7, 15:12) 
24. října 1968 - Ciudat de México
 Polsko -  Peru 3:1 (15:10, 14:16, 15:9, 15:8) 
25. října 1968 - Ciudat de México
 Jižní Korea -  Československo 3:1 (15:9, 15:9, 9:15, 15:11)
25. října 1968 - Ciudat de México
 Mexiko -  USA 3:0 (15:8, 15:7, 15:4)
26. října 1968 - Ciudat de México
 SSSR -  Japonsko 3:1 (15:10, 16:14, 3:15, 15:9)
26. října 1968 - Ciudat de México

### Soupisky
1.  SSSR
| - Ljudmila Buldakovová - Ljudmila Michajlovská - Věra Lantratovová - Věra Galušková | - Taťjana Saryčevová - Taťjana Donjajevová - Nina Smoljevová - Galina Leontěvová | - Inna Ryskalová - Rosa Salichovová - Valentina Vinogradovová - Taťjana Vejnbergová |

2.  Japonsko
| - Setsuko Yoshida - Suzue Takayama - Toyoko Iwahara - Aiko Onozawa | - Yukiyo Kojima - Sachiko Fukunaka - Kunie Shishikura - Youko Kasahara | - Setsuko Inoue - Sumie Oinuma - Keiko Hama - Makiko Furukawa |

3.  Polsko
| - Krystyna Czajkowska-Rawska - Krystyna Jakubowska - Krystyna Krupa - Józefa Ledwig | - Zofia Szcześniewska - Elżbieta Porzec-Nowak - Wanda Wiecha-Wanot - Lidia Chmielnicka | - Barbara Niemczyk - Halina Aszkiełowicz - Jadwiga Marko-Książek - Krystyna Ostromęcka-Guryn |

4.  Peru
| - Aida Reyna - Alicia Sánchez - Ana María Ramírez | - Esperanza Jiménez - Irma Cordero - Luisa Fuentes | - Norma Velarde - Olga Asato - Teresa Nuñez |

5.  Jižní Korea
| - An Gyeong-Ja - Hwang Gyu-Ok - Kim Yeong-Ja - Kim Oe-Sun | - Lee Eun-Ok - Lee Hyang-Sim - Mun Gyeong-Suk | - Park Geum-Suk - Seo Hui-Suk - Yang Jin-Su |

6.  Československo
| - Anna Mifková - Elena Poláková - Eva Široká - Hana Vlasáková | - Hilda Mazurová - Irena Tichá - Jitka Senecká - Júlia Bendeová | - Karla Šašková - Pavlína Šteffková - Věra Hrabáková - Věra Štruncová |

7.  Mexiko
| - Alicia Cárdeñas - Blanca García - Carolina Mendoza - Eloisa Cabada | - Gloria Casales - Gloria Inzua - Isabel Nogueira - María Rodríguez | - Patricia Nava - Rogelia Romo - Trinidad Macías - Yolanda Reynoso |

8.  USA
| - Patti Bright - Kathryn Heck - Fanny Hopeau - Ninja Jorgensen | - Laurie Lewis - Micki McFadden - Marilyn McReavy - Nancy Owen | - Barbara Perry - Mary Perry - Sharon Peterson - Jane Ward |